# Prostanthera prunelloides
Prostanthera prunelloides là một loài thực vật có hoa trong họ Hoa môi. Loài này được R.Br. miêu tả khoa học đầu tiên năm 1810.